# ホシキバシリ
ホシキバシリ（星木走）は、スズメ目キバシリ科の1種で、ホシキバシリ属 Salpornis 唯一の種である。

## 分布
サハラ以南のアフリカと北インドの熱帯地域に生息する。

## 系統と分類
キバシリ属に似ており、キバシリ属と共にキバシリ科に分類される。
ただし分子系統からはゴジュウカラ科に近いという結果も出ている。いずれにせよキバシリ上科に属するのは確かである。
Sibley分類では、キバシリ科キバシリ亜科（通常のキバシリ科に相当）ホシキバシリ族 Salpornithini の唯一の種で、キバシリ族（キバシリ属のみ）と姉妹群だとされた。

## 形態
体長約13cm。

## 生態
他のキバシリ類と異なり樹皮を駆け回ることができ、登るだけでなく降りることもできる。
繁殖形態は卵生。おもに木の股をまたぐような位置に葉柄や樹皮屑などをクモの巣や卵嚢などでまとめた椀型の巣を作る。一腹卵数は1-3個で、抱卵は雌雄両方が行う。